# Enana de Bootes I
La galaxia enana de Bootes I (Boo I dSph) es una galaxia descubierta en 2006, que parece débil, con una luminosidad de 100,000 lúmenes y una magnitud absoluta de –5,8. Se encuentra a unos 197,000 años luz (64,7 kilopársercs) de distancia, en la constelación de Bootes. Esta galaxia enana esferoidal parece estar perturbada por las mareas de la Vía Láctea, a la que orbita, y tiene dos colas estelares que se cruzan formando una cruz.[cita requerida] Las galaxias perturbadas por mareas generalmente solo forman una cola.[cita requerida] La galaxia parece estar alargada significativamente, con una elipticidad de ε = 0.68 ± 0.15.
Como muchas galaxias enanas esferoidales ultradébiles, toda la galaxia parece más débil que el sistema Rigel (magnitud absoluta –7,84). Aun así, es una de la más luminosas además de ser pobre en metales, como otras esferoidales enanas, con una metalicidad media de −2,34.
La población estelar de la galaxia está formada en su mayoría por estrellas muy antiguas. Ambas poblaciones tienen esencialmente la misma edad, 13,4 mil millones y 13,3 mil millones de años, respectivamente, siendo la mayoría de las estrellas de esta última población.